# Portable software
Portable software, stickware of draagbare software is een verzamelterm voor computerprogramma's die niet geïnstalleerd hoeven te worden en geen andere bestanden achterlaten op een computersysteem. Het wordt meestal in de vorm van een zipbestand aangeboden, of een uitvoerbaar bestand dat geen administratorrechten (onder Windows) of rootrechten (onder Linux en Mac) nodig heeft. Deze programma's kunnen makkelijk geplaatst worden op een USB-stick of een optische schijf, zoals een cd-r.

## Eigenschappen
- Portable software zal nooit het Windows-register aanspreken;
- Instellingen worden opgeslagen in een draagbaar formaat zoals XML, TXT of INI;
- Geen diepgaande integratie met het besturingssysteem: een bestandsextensie toewijzen aan een draagbaar programma is niet aanbevolen, omdat de portable software dan vasthangt aan het besturingssysteem;
- Er worden geen bestanden achtergelaten na het ontkoppelen van de USB-stick of cd-rom.

## Bestandsformaten
- AppImage format (AppImageKit) - bestandsformaat gebruikt door PortableLinuxApps (de standaard ligt nog niet vast)
- PortableApps.com Format - bestandsformaat gebruikt door PortableApps.com met de extensie .paf.exe.

## Beschikbaarheid
Portable software is sinds 2011 (en mogelijk daarvoor) in stijgende mate beschikbaar voor Microsoft Windows. Portable software voor Linux en Mac is ook beschikbaar, maar in mindere mate.

## Portable media
Portable media is een verzamelterm voor opslagmedia waarop zich een volledig besturingssysteem bevindt en dat met volledige functionaliteit gebruikt kan worden. Het is dus geen installatiemedium, maar kan wel een optie bevatten om het besturingssysteem te installeren op de harde schijf. Het opslagmedium wordt dan een live-cd, Live-dvd of live-USB genoemd. 

### Aanbieders
- (en) Portable software voor Windows - PortableApps.com
- (en) Portable software voor Windows - portablefreeware.com
- (en) AppImage
- (en) Portable software voor Windows - LiberKey.com